# Concertación Justicialista
La Concertación Justicialista para el Cambio fue una coalición de partidos políticos argentinos inscrita para participar en las elecciones presidenciales de 1999.
En 1999 obtuvo el 38.27 % de los votos, con la fórmula presidencial del entonces gobernador de la Provincia de Buenos Aires Eduardo Duhalde y senador por la provincia de Tucumán Ramón Ortega.

## Principales partidos integrantes
| Partido | Partido                                       | Líder                  | Ideología                    | Posición        |
| ------- | --------------------------------------------- | ---------------------- | ---------------------------- | --------------- |
|         | Partido Justicialista                         | Eduardo Duhalde        | Peronismo                    | Centroderecha   |
|         | Unión del Centro Democrático                  | Álvaro Alsogaray       | Liberalismo económico        | Derecha         |
|         | Movimiento por la Dignidad y la Independencia | Aldo Rico              | Conservadurismo nacionalista | Extrema derecha |
|         | Política Abierta para la Integridad Social    | José Octavio Bordón    | Peronismo Socialdemocracia   | Centro          |
|         | Partido Conservador Popular                   | Marco Aurelio Michelli | Conservadurismo social       | Derecha         |
|         | Movimiento Popular Neuquino                   | Jorge Sobisch          | Regionalismo                 | Centroderecha   |
|         | Movimiento Popular Fueguino                   | José Arturo Estabillo  | Regionalismo                 | Centroderecha   |
|         | Partido Progreso Social                       | Héctor Cavallero       | Socialismo nacional          | Izquierda       |

## Resultados electorales

### Elecciones presidenciales
| Año  | Candidatos      | Candidatos     | Primera vuelta | Primera vuelta   | Resultado | Nota |
| Año  | Presidente      | Vicepresidente | votos          | % votos          | Resultado | Nota |
| ---- | --------------- | -------------- | -------------- | ---------------- | --------- | ---- |
| 1999 | Eduardo Duhalde | Ramón Ortega   | 7.253.902      | \| \| 38.27 % \| | No electo |      |
|      | 38.27 %         |                |                |                  |           |      |

### Elecciones legislativas
| Año  | Votos     | % de votos       | Diputados | Diputados |
| Año  | Votos     | % de votos       | Obtenidos | Totales   |
| ---- | --------- | ---------------- | --------- | --------- |
| 1999 | 7.153.786 | \| \| 38.63 % \| | 51/130    | 103/257   |
|      | 38.63 %   |                  |           |           |

| Año  | Votos     | % de votos       | Diputados | Diputados | Senadores | Senadores |
| Año  | Votos     | % de votos       | Obtenidos | Totales   | Totales   |           |
| ---- | --------- | ---------------- | --------- | --------- | --------- | --------- |
| 2001 | 5.499.353 | \| \| 38.49 % \| | 66/127    | 118/257   | 42/72     |           |
|      | 38.49 %   |                  |           |           |           |           |